# Футбольний матч Бразилія — Німеччина (2014)
Футбольний матч 1/2 фіналу Чемпіонату світу з футболу 2014 Бразилія — Німеччина (інша назва: порт. Mineiraço — Мінейрасу (по аналогії з Мараканасу), що означає «Шок Мінейрана») відбувся 8 липня 2014 року на стадіоні «Мінейран» у Белу-Оризонті в присутності 58 141 глядача і закінчився сенсаційним розгромом 5-разових чемпіонів світу, безумовних фаворитів і господарів чемпіонату-2014 — збірної Бразилії з рахунком 1:7. Причому перші 5 м'ячів були забиті німецькими гравцями в інтервалі між 11-ю та 29-ю хвилинами 1-го тайму. Матч як за ходом, так і за результатом виявився унікальним в історії футболу, він викликав вибух емоцій в Бразилії і всьому світі, а також хвилю відгуків світової спортивної преси.
Обидві збірні дійшли до півфіналу, не зазнаючи поразок. Попри те, бразильська команда була значно ослаблена втратою свого ключового гравця — нападника Неймара, який зазнав серйозної травми під час матчу чвертьфіналу проти Колумбії. Не зміг вийти на футбольне поле й капітан Тіагу Сілва, який отримав другу жовту картку на турнірі. Незважаючи на їх відсутність, очікувалась запекла боротьба. Обидві команди в сукупності виграли вісім чемпіонатів (Бразилія — п'ятиразовий переможець, Німеччина — триразовий), раніше зустрічалися у фіналі чемпіонату світу 2002 року, коли Бразилія перемогла 2:0 і завоювала п'ятий титул. Однак матч в Белу-Оризонті закінчився шокуючою поразкою Бразилії з рахунком 1:7, причому Німеччина ще до перерви вела 5:0, забивши в першому таймі протягом 6 хвилин чотири м'ячі. У другій половині футбольного матчу німці довели рахунок до 7:0, єдиний свій гол бразильці спромоглись забити в останню хвилину гри. Кращим футболістом матчу став німець Тоні Кроос.
Розгромна для супротивників перемога німецької збірної відзначилася побиттям ряду рекордів. Даний матч став найрезультативнішим півфіналом Кубка світу ФІФА (8 м'ячів). Німеччина перевершила Бразилію за кількістю забитих голів на чемпіонаті світу — 223 проти 221 та стала першою країною, що вийшла вісім разів у фінал чемпіонату світу. Рекордсменом за кількістю забитих голів за всі кубки світу став гравець збірної Німеччини Мірослав Клозе — з 16 м'ячами він обійшов Роналду. Бразильці зазнали не тільки найбільшої поразки на світових першостях, а й взагалі в історії національної команди. Попередній результат утримувався цілих 94 роки — у вересні 1920-го Уругвай розгромив бразильців з рахунком 6:0 в рамках чемпіонату Південної Америки в Чилі. Також перервалася безпрограшна серія з 62 зустрічей: останній раз вдома на офіційному турнірі бразильці зазнали поразки від Перу з рахунком 1:3 ще в 1975 році в рамках Кубка Америки.

## Матч

### Подробиці
| 8 липня 2014 17:00 |

| Бразилія  | 1 — 7           | Німеччина                                                      |
| --------- | --------------- | -------------------------------------------------------------- |
| Оскар 90' | Протокол(англ.) | Мюллер 11' Клозе 23' Кроос 24', 26' Хедіра 29' Шюррле 69', 79' |

| «Мінейран», Белу-Оризонті Глядачів: 58 141 Арбітр: Марко Антоніо Родрігес (Мексика) |

| Бразилія | Німеччина |

| ВР                  | 12 | Жуліу Сезар  |     |     |
| ЗХ                  | 23 | Майкон       |     |     |
| ЗХ                  | 4  | Давід Луїз   |     |     |
| ЗХ                  | 13 | Данте        | 68' |     |
| ЗХ                  | 6  | Марсело      |     |     |
| ПЗ                  | 17 | Луїс Густаву |     |     |
| ПЗ                  | 5  | Фернандінью  |     | 46' |
| ПЗ                  | 7  | Халк         |     | 46' |
| ПЗ                  | 11 | Оскар        |     |     |
| ПЗ                  | 20 | Бернард      |     |     |
| НП                  | 9  | Фред         |     | 70' |
| Заміни:             |    |              |     |     |
| ПЗ                  | 16 | Рамірес      |     | 46' |
| ПЗ                  | 8  | Паулінью     |     | 46' |
| ПЗ                  | 19 | Вілліан      |     | 70' |
| Головний тренер:    |    |              |     |     |
| Луїс Феліпе Сколарі |    |              |     |     |

| ВР               | 1  | Мануель Ноєр         |  |     |
| ЗХ               | 16 | Філіпп Лам           |  |     |
| ЗХ               | 20 | Жером Боатенг        |  |     |
| ЗХ               | 5  | Матс Гуммельс        |  | 46' |
| ЗХ               | 4  | Бенедикт Геведес     |  |     |
| ПЗ               | 6  | Самі Хедіра          |  | 76' |
| ПЗ               | 7  | Бастіан Швайнштайгер |  |     |
| ПЗ               | 13 | Томас Мюллер         |  |     |
| ПЗ               | 18 | Тоні Кроос           |  |     |
| ПЗ               | 8  | Месут Езіл           |  |     |
| НП               | 11 | Мирослав Клозе       |  | 58' |
| Заміни:          |    |                      |  |     |
| ЗХ               | 17 | Пер Мертезакер       |  | 46' |
| ПЗ               | 9  | Андре Шюррле         |  | 58' |
| ПЗ               | 14 | Юліан Дракслер       |  | 76' |
| Головний тренер: |    |                      |  |     |
| Йоахім Лев       |    |                      |  |     |

|  |

## Статистика[1]

### Загальна командна
|                          | збірна Бразилії | збірна Німеччини |
| ------------------------ | --------------- | ---------------- |
| голи                     | 1               | 7                |
| удари по воротах:        | 19              | 15               |
| - з них головою          | 0               | 0                |
| - в штрафному майданчику | 10              | 11               |
| - із-за меж майданчику   | 9               | 4                |
| флангові подачі          | 13              | 8                |
| кутові                   | 7               | 5                |
| володіння м'ячем (%)     | 46,8            | 53,2             |
| виграні двоборства (%)   | 45,2            | 54,8             |
| порушення правил         | 10              | 13               |
| офсайди                  | 3               | 1                |

### Окрема по гравцях
| Збірна Бразилії | КМ¹ | ЗП | ПП    | УВ | Дб | ВД    | ЗФ | ФГ |
| --------------- | --- | -- | ----- | -- | -- | ----- | -- | -- |
| 4 Давід Луїз    | 68  | 53 | 81 %  | 1  | 22 | 64 %  | 2  | 5  |
| 5 Фернандінью   | 22  | 17 | 82 %  | 0  | 8  | 50 %  | 0  | 0  |
| 6 Марсело       | 74  | 52 | 77 %  | 3  | 14 | 57 %  | 1  | 2  |
| 7 Халк          | 20  | 12 | 58 %  | 0  | 8  | 38 %  | 0  | 1  |
| 9 Фред          | 18  | 9  | 67 %  | 1  | 10 | 40 %  | 0  | 0  |
| 11 Оскар        | 44  | 24 | 88 %  | 5  | 11 | 64 %  | 0  | 2  |
| 12 Жуліо Сезар  | 30  | 15 | 80 %  | 0  | 1  | 100 % | 0  | 0  |
| 13 Данте        | 61  | 49 | 90 %  | 0  | 14 | 21 %  | 1  | 0  |
| 17 Густаву      | 62  | 46 | 93 %  | 0  | 23 | 52 %  | 3  | 1  |
| 20 Бернард      | 49  | 30 | 90 %  | 1  | 21 | 29 %  | 1  | 1  |
| 23 Майкон       | 43  | 26 | 96 %  | 0  | 8  | 50 %  | 0  | 0  |
| Заміни:         |     |    |       |    |    |       |    |    |
| 8 Паулінью      | 24  | 15 | 100 % | 3  | 8  | 12 %  | 1  | 0  |
| 16 Рамірес      | 26  | 18 | 89 %  | 4  | 6  | 33 %  | 1  | 1  |
| 19 Вілліан      | 16  | 14 | 93 %  | 1  | 3  | 67 %  | 0  | 0  |

- ¹ Скорочення:

КМ — контакти з м'ячем | ЗП — зроблені паси | ПП — прийняті паси | УВ — удари по воротах | Дб — двоборства | ВД — виграні двоборства | ЗФ — зроблені фоли | ФГ — фоли проти гравця
| Збірна Німеччини | КМ¹ | ЗП | ПП    | УВ | Дб | ВД    | ЗФ | ФГ |
| ---------------- | --- | -- | ----- | -- | -- | ----- | -- | -- |
| 1 Ноєр           | 53  | 23 | 83 %  | 0  | 1  | 100 % | 0  | 1  |
| 4 Гьоведес       | 51  | 27 | 78 %  | 0  | 9  | 56 %  | 2  | 1  |
| 5 Гуммельс       | 22  | 13 | 77 %  | 0  | 7  | 86 %  | 0  | 0  |
| 6 Хедіра         | 51  | 42 | 88 %  | 2  | 13 | 62 %  | 1  | 1  |
| 7 Швайнштайгер   | 69  | 57 | 95 %  | 0  | 16 | 50 %  | 1  | 0  |
| 8 Озіл           | 55  | 45 | 93 %  | 2  | 16 | 44 %  | 0  | 0  |
| 11 Клозе         | 27  | 13 | 54 %  | 3  | 15 | 33 %  | 3  | 0  |
| 13 Мюллер        | 58  | 30 | 80 %  | 3  | 32 | 53 %  | 2  | 0  |
| 16 Лам           | 61  | 40 | 92 %  | 0  | 15 | 73 %  | 0  | 0  |
| 18 Кроос         | 79  | 64 | 92 %  | 3  | 15 | 53 %  | 2  | 1  |
| 20 Боатенг       | 58  | 49 | 82 %  | 0  | 8  | 62 %  | 0  | 0  |
| Заміни:          |     |    |       |    |    |       |    |    |
| 9 Шюррле         | 27  | 20 | 85 %  | 2  | 3  | 0 %   | 1  | 0  |
| 14 Дракслер      | 8   | 7  | 100 % | 0  | 1  | 0 %   | 1  | 0  |
| 17 Мертезакер    | 30  | 21 | 90 %  | 0  | 6  | 83 %  | 0  | 0  |

## Рекорди
- Перемога в півфіналі з найбільшим рахунком за всю історію Чемпіонатів світу з футболу.
- Друга за рахунком перемога збірної Німеччини на чемпіонатах світу. Більший рахунок був тільки в матчі групопого етапу проти збірною Саудівської Аравії на ЧС-2002 — 8:0.
- Найбільша поразка вдома в історії збірної Бразилії. До цього вони програвали з різницею у 6 м'ячів лише одного разу — збірній Уругваю в 1920 році. Цією грою було перервано серію з 62 домашніх матчів без поразок, яку збірна Бразилії розпочала ще 1975 року.
- Найбільша поразка збірної господарів за всю історію чемпіонатів світу. Цією поразкою з різницею у шість м'ячів бразильці перевершили антирекорд Швеції 1958, Мексики 1970 та Південної Африки 2010 років (ті команди зазнавали поразок з різницею у три м'ячі кожна).
- Чотири м'ячі були забиті протягом 6 хвилин.
- Два голи Тоні Крооса, забиті з інтервалом в 69 секунд, стали найшвидшим дублем в історії фінальних частин чемпіонатів світу.
- Мірослав Клозе забив свій 16-й м'яч в фінальній стадії загалом чотирьох чемпіонатів світу за його участю (2002, 2006, 2010, 2014) і таким чином став єдиним лідером в історичному списку бомбардирів ЧС, обійшовши Рональдо (15 голів) та Герда Мюллера (14 голів).
- Гол Томаса Мюллера став 2000-м голом, забитим збірною Німеччини в міжнародному футболі.

## Світова преса
Бразилія

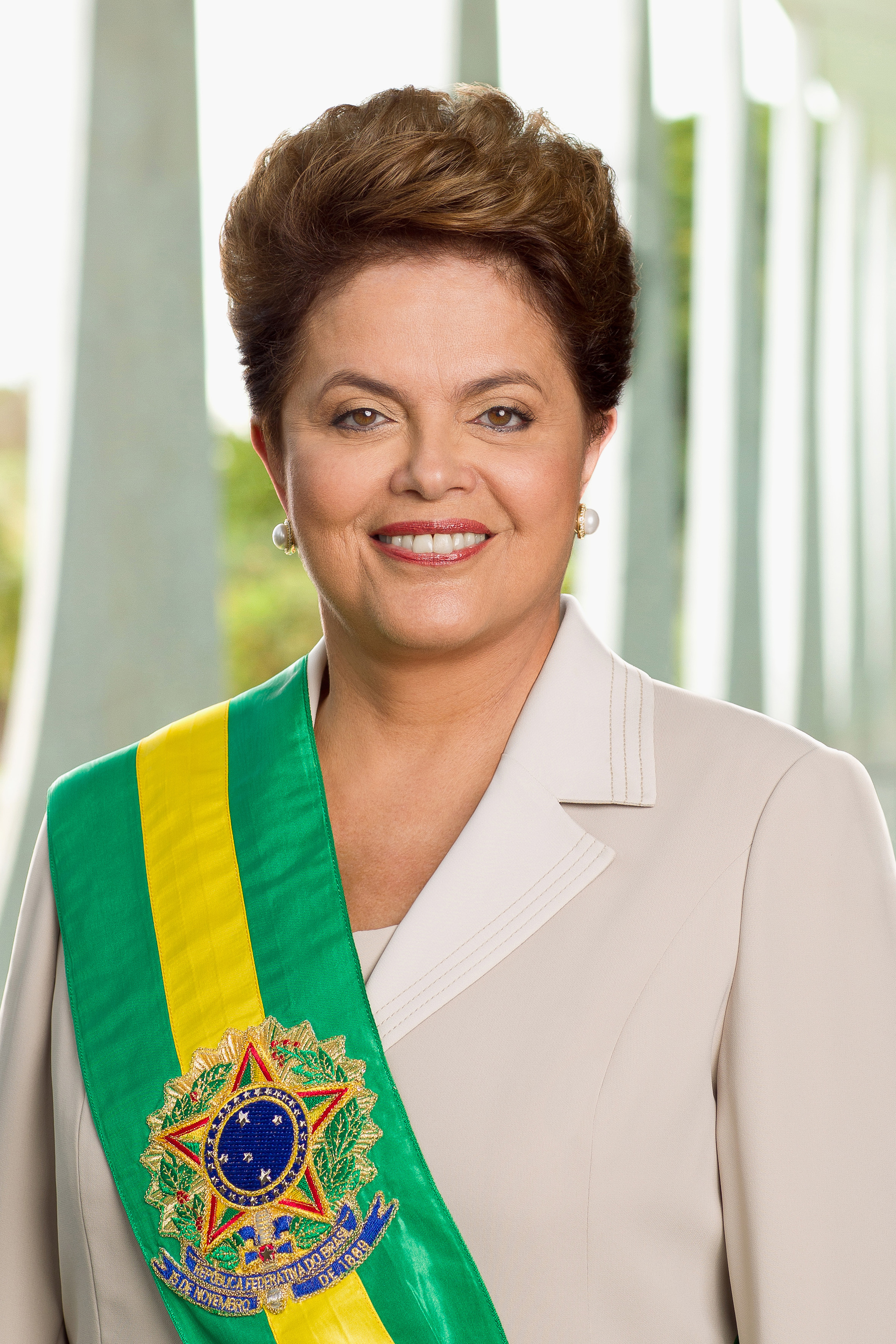
Президент Бразилії Ділма Русеф.

- Тренер Луїс Феліпе Сколарі: «Це був найгірший день у моєму житті»[2]
- Президент Бразилії Ділма Русеф: «…жалість і історичне збентеження»[3]
- O Dia: Ганьба для країни футболу. Найбільший володар Кубків світу дав себе зігнути. Він був принижений у себе вдома. І з вишуканою жорстокістю.
- Lance!: «найбільша ганьба в історії»

Британія
- «Daily Telegraph»: «поставили на коліна»
- Daily Mail: «Бразилія Німеччиною розбита вщент — найбільш принизлива поразка в історії чемпіонатів світу»
- «The Sun»: «Порвали надвоє за 179 секунд. Це було як на вечоринці компанії — коли раптом зупинилась музика, погасло світло, а через двері вдерлася поліція. І через роки ми будемо згадувати історію неймовірної капітуляції на цьому турнірі».
- The Times: Бразилія платить ціну за сім смертних гріхів. Неймовірний результат, який не стільки гарантував Німеччині місце в фіналі, скільки скинув бразильський футбол у темну безодню.

Франція
- L'Équipe: Неймовірно. Цей спектакль унікальний тим, що він був поставлений в Бразилії і тому що він був поставлений проти Бразилії. І в день Кінця Світу, який бразильці вчора без сумніву пережили, вони будуть пам'ятати цей півфінал.
- Le Figaro: Принижена Німеччиною Бразилія пережила національну драму. Для бразильської команди, це був жахливий вечір. Неймовірно.
- Le Parisien: Мрія всієї країни розбилася об Берлінський мур. Це національна драма, яка може мати серйозні наслідки
- Libération: Неймовірне фіаско для Бразилії. Німеччина немов би йде по воді.

Іспанія
- El País: Німеччина знищила Бразилію. Незабутня поразка Бразилії від Уругваю 1:2 на Маракані під час ЧС-1950 — це легкий жарт у порівнянні з 1:7.
- El Mundo: Історичне фіаско. Для визначення гри німців просто не вистачає слів. Це було чудово, точно і швидко.
- El Periódico de Catalunya: Трагедія, різанина, приниження. Важко знайти правильні слова для розгрому бразильців.
- Marca: Вічна ганьба. Бразилія зазнала найбільшого приниження в історії футболу
- As: Під німецьку тікі-така Сколарі пропустив заслуженого прочухана. Бразилія отримала підтвердження, що вона зрадила своєму стилю футболу.

## Виноски
1. ↑  Дані ZDF (теле-відеотекст)
2. ↑  Felipão assume culpa pelo vexame do Brasil: 'Foi o pior dia da minha vida'(порт.)
3. ↑  No Twitter, presidenta Dilma Rousseff lamenta vexame histórico brasileiro(порт.)